# Johann Dietrich von Manstein
Johann Dietrich von Manstein (* 5. März 1706; † 4. Oktober 1759 in Stettin) war ein königlich-preußischer Oberst und Kommandeur des Dragoner-Regiments Nr. 2 (Krockow). Er war Ritter des Pour le Mérite und Erbherr von Schabenow.

## Leben

### Herkunft
Johann Dietrich war ein Sohn des preußischen Hauptmanns Georg Wilhelm von Manstein († um 1736) – Erbherr auf Kaukern – und dessen Ehefrau Anna Louise von der Trenck. Er war ein Vetter ersten Grades des preußischen Generalmajors Christoph Hermann von Manstein. Sein Bruder Georg Friedrich von Manstein war ebenfalls preußischer Oberst.

### Militärkarriere
Er wurde 1719 Page bei Königin Sophie Dorothea von Hannover (1687–1757). Dort lernte er den Umgang am Hof und die militärischen Grundlagen. Im August 1724 wurde er Fahnenjunker im Infanterie-Regiment Nr. 21 (Marwitz). Da er sich gut geführt hatte, als im Juni 1725 Offiziere für die neuen Dragoner-Regimenter gesucht wurden, erhielt er eine Versetzung als Fähnrich in das Dragoner-Regiment (Wense). 
Als General Wense im September starb, wurde das Regiment geteilt. Fünf Kompanien erhielt General von Platen, die restlichen fünf Kompanien übernahm General Sonsfeld. Manstein verblieb bei Sonsfeld. Im Januar 1732 wurde er zum Leutnant befördert. Im Mai 1734 nahm er mit dem Regiment am Rheinfeldzug teil; sein Winterquartier lag im Münsterland. Im Oktober 1735 kam er nach Westfalen ins Quartier. Nach dem Krieg 1736 ging das Regiment 1736 zurück ins Standlager in Pommern. Aber schon im Juni 1737 wurde es nach Kleve verlegt. Während des ersten Schlesischen Krieges war er zur Bewachung des Heerlagers in Brandenburg eingeteilt. Dort wurde er auch im August 1740 zum Stabshauptmann befördert. Nach der Auflösung des Lagers kam das Regiment nach Magdeburg, wo es bis Juli 1742 verblieb. Anschließend wurde das Regiment nach Schlesien, zunächst in den Bereich Glatz, aber schon im August nach Oels, verlegt.
Im zweiten Schlesischen Krieg kam er 1744 mit der Armee unter Schwerin nach Böhmen. Nach der Eroberung Prags wurde sein Regiment der Armee von Generalleutnant von Nassau zugeteilt. Das Heer eroberte Tabor und Budweis. Ein ruhiger Standort war es nicht, da die Österreicher dort einen Kleinen Krieg führten. Im Mai 1745 zog man sich über Patschkau und Jägerndorf wieder zurück. Die Österreicher griffen die abziehenden Preußen an. Bei dem Gefecht wurde Hauptmann Manstein am Kopf verletzt, wofür er vom König mit dem Pour le Mérite ausgezeichnet wurde. In der Schlacht bei Hohenfriedberg blieb das Regiment im hinteren Treffen auf dem linken Flügel. Danach wurde er unter Nassau zur Bekämpfung der Insurrektion nach Oberschlesien verlegt. Dort kämpfte er auch im Gefecht bei Kunzendorf (1. Juli 1745).
Weiterhin war er bei der Belagerung von Cosel dabei, das sich am 5. September ergab. Nach dem Frieden wurde das Regiment nach Lüben in Schlesien verlegt.
Im Oktober 1747 wurde von Manstein zum Major befördert und erhielt eine Schwadron, die in Freystedt stationiert war. Im Juni 1755 wurde er zum Oberstleutnant befördert.
Mit dem Beginn des Siebenjährigen Krieges wurde er als Teil der Armee Schwerin im August 1756 in Marsch gesetzt und kam im Namslau ins Winterlager. Im April 1757 kam er zur Belagerung von Prag. Am 6. Mai 1757 nahm er an der Schlacht bei Prag teil, wo er eine Verwundung am Kopf und einen Schuss in die Hüfte davontrug. Er wurde zunächst im preußischen Lazarett in Margarethen-Kloster behandelt und kam anschließend nach Dresden. Am 2. Dezember 1757 war er wieder bei seinem Regiment bei Parchwitz in Schlesien und kämpfte am 5. Dezember in der Schlacht bei Leuthen. Als der Krieg im April 1758 wieder aufflammte, war das Regiment während der Schlacht bei Zorndorf zur Wache des Lagers bei Prostnitz eingeteilt. In der Schlacht bei Hochkirch führte er das Dragoner-Regiment Nr. 2 (Krockow) erfolgreich gegen die österreichische Reiterei.
Am 14. April 1759 wurde von Manstein zum Oberst befördert. In der Schlacht bei Kunersdorf am 12. August 1759 wurde er durch einen Schuss in den Fuß schwer verletzt. Er kam nach Küstrin und am 14. August mit dem Schiff nach Stettin. Er starb dort am 4. Oktober 1759 am Wundfieber.

### Familie
Er war mit Marianna Helene von Braun (* 28. September 1723; † 4. Februar 1787) verheiratet. Diese war die älteste Tochter des Hans Christoph von Braun († 1768) auf Zöllnitz (Zölling) und Gillersdorf und dessen Ehefrau Ursula  von Tschammer und Osten (* 27. Dezember 1704; † 25. Mai 1791) aus dem Haus Niederschirne. Manstein hatte mit seiner Ehefrau folgende Kinder:
- Hans Wilhelm Julius, Erbherr auf Mattenau
- Friedrich Georg, preußischer Leutnant
- Christoph Friedrich
- Mariana Elisabeth